# ESG (banda)
ESG (Emerald, Sapphire & Gold) es una banda nortemaericana, fundada en el año 1978 al sur del Bronx, Nueva York.
El sitio "Trouser Press" les llamó una de las bandas más dinámicas que Nueva York podría ofrecer a principios de los años 80s. ESG tiene un amplio rango de influencias musicales; a su vez, su canción "UFO" es una de las canciones más sampleadas en la historia.

## Historia

### Primera etapa
La banda originalmente estaba compuesta por las hermanas Scroggins: Renee (voz, guitarra), Valerie (batería, coros), Deborah (bajo, coros) y Marie (congas, voz) y su amigo Tito Libran (congas, coros). El nombre de la banda significa esmeralda, zafiro y oro. La esmeralda y el zafiro son las piedras de nacimiento de Valerie y Renee, y el oro se refiere a la certificación de oro. Su inspiración proviene principalmente de James Brown, Queen y Don Kirshner, además del jazz y gospel.
Su show debut fue en el "Mechanics Hall", en Worcester, Massachusetts; al ser menores de edad, fueron acompañadas por su madre en sus primeros años. Ed Bahlman descubrió ESG mientras se desempeñaba como juez de un programa de talentos, convirtiéndose en el gerente no oficial de la banda.
Tony Wilson de Factory Records se acercó a la banda después de una actuación en el club nocturno Hurray (de Upper West Side, Manhattan), y tres días después comenzaron a grabar con Martin Hannett en Mánchester, Inglaterra. Registraron "Moody" y "You're No Good" en la primera toma. A Hannett le quedaban tres minutos en la cinta maestra, por lo que el grupo grabó "UFO". Las canciones ayudaron a llevar el enfoque de Bahlman a la banda. El 3 de diciembre de 1980, se capturó una presentación en vivo en Hurray, la cual se convirtió en el lado B para el EP ESG. Bahlman formó una sociedad con Factory para que su sello 99 Records pudiera lanzar el EP en 1981. En julio, hicieron una segunda edición del disco. Fue recibido positivamente por los críticos de música. Robert Palmer lo llamó uno de los discos más frescos de 1981. The New York Times colocó a ESG en segundo lugar en su lista de los mejores EP y casetes de 1981, y The Village Voice lo posicionó en el tercer lugar en su encuesta de críticos de Pazz & Jop. 
El EP Says Dance to the Beat of Moody de 1982 continuó en una línea similar, al igual que su primer álbum, 1983 Come Away with ESG. Renee Scroggins retiene los derechos de la nueva música y publicación de ESG. 
El trabajo del grupo se hizo popular, principalmente entre los artistas de hip-hop en busca de samples, como TLC, el Wu-Tang Clan, Kool Moe Dee, los Beastie Boys, Big Daddy Kane, Gang Starr, Junior Mafia, Trickyy, Jay-Dee, MF Doom, Public Enemy, NWA, The Notorious Big, J Dilla, Pete Rock, De La Soul, Mobb Deep y Ice Cube, además de bandas de indie rock como Unrest y Liars. "UFO" ha sido sampleada más de 300 veces, demorándose veinte años en comenzar a recibir regalías por su uso.
ESG se disolvió por primera vez en 1983, volviendo años más tarde de forma más itinerante. En 1987, fue publicado el mini LP ESG II, por su propio sello "Emerald Sapphire & Gold", el mismo año Deborah dejó el grupo. Posteriormente tuvieron un cameo en la película Vampire's Kiss, protagonizada por Nicholas Cage. A su vez, grabaron el sencillo 12" "Party Music", por Popular Records.
El grupo abordó el tema de los samples en el EP 12" Sample Credits Don't Pay Our Bills de 1992. En 1985, estrenaron el álbum ESG Live!, presentando material antiguo y nuevo. Ambos materiales fueron publicados por Nega Fulô Records.

### Segunda etapa
La compilación A South Bronx Story apareció por Universal Sound (subdivisión de Soul Jazz) en el año 2000.
En 2002, ESG lanzó Step Off, por Soul Jazz Records, este contiene colaboraciones de las hijas de Renee y Valerie, Nicole como bajista, y Christelle Polite, tocando riffs abstractos en la guitarra. Su actividad discográfica prosiguió en 2006 con Keep On Moving.
En abril de 2011, el grupo realizó su propia versión de "What She Came For", de Franz Ferdinand, publicado exclusivamente para el "Record Store Day" en vinilo 12".
En 2012, ESG anunció shows en Suecia y Francia en septiembre de 2011, además de un último show en la costa oeste en marzo, para promocionar su álbum Closure. En 2014, actuaron en los festivales ingleses "Glastonbury" y "Meltdown".
En septiembre de 2017, ESG lanzó el álbum What More Can You Take? que fue facturado como su último álbum de estudio, además de girar por Australia. 
En 2018, celebraron en vivo sus cuarenta años de carrera, en Chicago.

## Discografía
| Álbumes - Come Away With ESG (1983, 99) - ESG (1991, Pow Wow) - ESG Live! (1995, Nega Fulô) - Step Off (2002, Soul Jazz) - Keep On Moving (2006, Soul Jazz) - Closure (2012, ESG) - What More Can You Take? (2017, ESG) Álbumes compilatorios - A South Bronx Story (2000, Universal Sound) - A South Bronx Story 2 Collector's Edition – Rarities (2007, Soul Jazz) - Dance To The Best Of ESG (2010, Fire) | EPs - ESG 12" (1981, 99) - ESG Says Dance To The Beat Of Moody 12" (1982, 99) - Bam-Bam Jam 12" (1987, ESG) - Sample Credits Don't Pay Our Bills! 12" (1992, Nega Fulô, Nuphonic) - More G.D.M. Vol. 5 – split 12" con Freddie Mas (2003, Tigersushi) - Erase You – split 7" con Las Kellies (2012, Fire) - The Moody 12" (2015, Fire) Singles - "You're No Good" 7" (1981, Factory) - "Party Music / Moody (A New Mood)" 12" (1988, Popular) - "Erase You / Standing In Line" 12" (1991, Pow Pow) - "Moody / UFO" 12" (2000, Universal Sound) - "My Street" 7" (2002, Soul Jazz) - "Dance" 12" (2005, Soul Jazz) - "Insane" 12" (2006, Soul Jazz) - "Dance / Tiny Sticks" 7" (2010, Fire) - "Moody" 12" (???, CT, ESG) |